# ひめポン!645
『ひめポン!645』（ひめぽん ろくよんご）は、愛媛県内のNHK総合で放送されているNHK松山放送局製作による『NHKニュース』のローカルニュース番組。『ひめポン!』の土日版として2022年4月9日より放送開始。

## 番組内容
- 愛媛県のニュース
- 四国の気象情報[1]
  - 18:53 - 18:55の東京からの全国の気象情報はネットしていない[2]。

## 放送時間
- 土曜日・日曜日 18:45 - 19:00（JST）
  - 18:55からは四国ブロック放送となる。

## 出演者
| 年度 |                                               |            |
| 年度 | アナウンサー                                  | 気象予報士 |
| ---- | --------------------------------------------- | ---------- |
| 2022 | NHK松山放送局のアナウンサーが交代で担当する。 | 関まどか   |
| 2023 | NHK松山放送局のアナウンサーが交代で担当する。 | 関まどか   |
| 2024 | NHK松山放送局のアナウンサーが交代で担当する。 | 岡田桃子   |
| 2025 | NHK松山放送局のアナウンサーが交代で担当する。 | 不在       |